# Morfij
Morfij (Морфий) è un film del 2008 diretto da Aleksej Oktjabrinovič Balabanov, basato sui racconti autobiografici di Bulgakov.

## Trama
Il film è ambientato nel 1917. Un giovane medico arriva all'ospedale della città distrettuale. Combatte per la vita del paziente, ma di conseguenza mette in pericolo la sua vita. L'iniezione di morfina lo salva, ma questa iniezione provoca una dipendenza a cui il medico non crede.